# Estación Francisco A. Berra
Francisco A. Berra era el nombre que recibía una estación de ferrocarril ubicada en el paraje rural del mismo nombre, en las áreas rurales del partido de Monte, provincia de Buenos Aires, Argentina.

## Servicios
La estación era intermedia del otrora Ferrocarril Provincial de Buenos Aires para los servicios interurbanos y también de carga hacia y desde La Plata, Mira Pampa, Loma Negra y Azul. No opera servicios desde 1961.

## Toponimia
La estación fue llamada inicialmente Monte Nuevo, luego cambió de nombre en homenaje a Francisco A. Berra, quién desempeñó el cargo de director general de Escuelas a partir de 1894 durante la gobernación de Guillermo Udaondo.